# 14724 SNO
14724 SNO eller 2000 CA100 är en asteroid i huvudbältet som upptäcktes den 10 februari 2000 av Spacewatch vid Kitt Peak-observatoriet. Den är uppkallad efter neutrino detektorn Sudbury Neutrino Observatory.
Den tillhör asteroidgruppen Koronis.